# Ademir (calciatore 1985)
Ademir Ribeiro Souza (Feira de Santana, 20 settembre 1985) è un ex calciatore brasiliano, di ruolo difensore.

## Carriera

### Club
Il 1º luglio 2012 viene acquistato dallo Skënderbeu per 50.000 euro, conquistando al suo primo anno con la squadra albanese la Kategoria Superiore. Sempre con la squadra albanese ha debuttato in campo internazionale nei preliminari della UEFA Champions League 2013-2014.

## Statistiche

### Presenze e reti nei club
Statistiche aggiornate al 22 maggio 2016.
| Stagione          | Squadra           | Campionato        | Campionato | Campionato | Coppe nazionali | Coppe nazionali | Coppe nazionali | Coppe continentali | Coppe continentali | Coppe continentali | Altre coppe | Altre coppe | Altre coppe | Totale | Totale |
| Stagione          | Squadra           | Comp              | Pres       | Reti       | Comp            | Pres            | Reti            | Comp               | Pres               | Reti               | Comp        | Pres        | Reti        | Pres   | Reti   |
| ----------------- | ----------------- | ----------------- | ---------- | ---------- | --------------- | --------------- | --------------- | ------------------ | ------------------ | ------------------ | ----------- | ----------- | ----------- | ------ | ------ |
| 2012-2013         | Skënderbeu        | KS                | 19         | 1          | CA              | 6               | 0               | UCL                | 0                  | 0                  | SA          | 0           | 0           | 25     | 1      |
| 2013-2014         | Skënderbeu        | KS                | 15         | 0          | CA              | 1               | 0               | UCL+UEL            | 4+2                | 0                  | SA          | 1           | 0           | 23     | 0      |
| 2014-2015         | Skënderbeu        | KS                | 0          | 0          | CA              | 0               | 0               | UCL                | 1                  | 0                  | SA          | 0           | 0           | 1      | 0      |
| 2015-feb. 2016    | Skënderbeu        | KS                | 9          | 0          | CA              | 5               | 0               | UCL+UEL            | 3+2                | 0                  | SA          | 1           | 0           | 20     | 0      |
| Totale Skënderbeu | Totale Skënderbeu | Totale Skënderbeu | 43         | 1          |                 | 12              | 0               |                    | 12                 | 0                  |             | 2           | 0           | 69     | 1      |
| feb.-giu. 2016    | Laçi              | KS                | 16         | 1          | CA              | 4               | 0               | UEL                | -                  | -                  | SA          | -           | -           | 20     | 1      |
| Totale carriera   | Totale carriera   | Totale carriera   | 59         | 2          |                 | 16              | 0               |                    | 12                 | 0                  |             | 2           | 0           | 89     | 2      |

## Palmarès

### Club

#### Competizioni nazionali
- Campionato albanese: 3

Skënderbeu: 2012-2013, 2013-2014, 2014-2015
- Supercoppa d'Albania: 2

Skënderbeu: 2013, 2014